# Pučišća
Pučišća est un village et une municipalité située sur l'île de Brač, dans le comitat de Split-Dalmatie, en Croatie. Au recensement de 2001, la municipalité comptait 2 224 habitants, dont 98,65 % de Croates et le village seul comptait 1 602 habitants.

## Histoire
Pucisca est la plus grande agglomération avec son port au nord de l'île de Brac. C'est un lieu très connu par les tailleurs de pierres.
La pierre de Brac a servi entre autres pour la Maison Blanche à Washington.
Le nom de Pucisca vient du latin puteus (le puits), cela signifiait : Sources avec de l'eau un peu salée pour abreuver le bétail.
Cette profonde et magnifique crique où est situé Pucisca se fourche en deux plus petites, le vallon de Pucisca et la Stipanska luka.
Une grande carrière, qui est au nord-est de Pucisca, était jusqu'aujourd'hui, pendant toute l'histoire de Pucisca, la plus importante source de revenu de ce lieu. Le sculpteur Andrija Aleši (1455) faisait ses plus importantes œuvres avec les pierres de Pucisca.
La tradition de tailleurs de pierres continue aujourd’hui et est parfaitement assurée et organisée par l'école de tailleurs de pierres, mondialement connue.
Au pittoresque cimetière en Stipanska Luka a été explorée une église St. Étienne d'haut-chrétienté avec le baptistère.
L'église de fin du XIe siècle est passée par beaucoup de changement quand les bénédictins ont construit le couvent juste à côté.
Le cimetière près de l'église se trouve la tombe d'un sculpteur significatif Dalmatien, Vale Michieli de Pucisca.
Dans l'église paroissiale (de 1576) se trouve le relief en bois avec représentation du patron des lieux St. Jerolim, la peinture St. Rok (un élève de Tizian Sante Perande).
À la maison du curé est déposée la renommée la paperasse de Povlja.
L'église de la renaissance (de 1533). Il y a les tombes de tailleurs de pierres connus à Brac, Ciprijan Zuvetic, Radojkovic, Akvila et Bokanic au-dessus de Pucisca, à Bracuta, se trouve une église de St. Juraj Romain-gothique avec un beau relief de la renaissance de la pierre.
L'agglomération d'aujourd'hui se caractéristique par ses traditionnelles maisons de pierre blanche et aux toits blancs.
À Pucisca ont été construites, au Moyen Âge, 13 magnifiques tours.
D'ailleurs le port portait le nom de Port aux tours ; les plus importantes sont les tours de Zuvetic, d'Akvilin et Castel de la famille Deskovic.
La première école privée de l'île de Brac a ouvert en 1516 ! Et la première salle de lecture de l'île a été constituée en 1868 à Pucisca.
Le plus triste partie de l'histoire de Pucisca s'est passée en 1943 année quand le lieu a été brûlé par l'armée italienne.
Pucisca est un lieu où on peut se baigner dans une mer bleu cristalline, jouir d'une merveilleuse baie, déguster une nourriture essentiellement écologique du pays, l'huile d'olives de toute première qualité et réputée.
C'est un lieu idéal pour le repos loin du tumulte des grandes centres urbains dans une nature admirable et incomparable,
Le village de Pucisca possède de nombreuses plages dans les environs.
Les amateurs de repos actif trouvent à Pucisca et dans son voisinage, des conditions propices pour des randonnées à vélo, pour faire de la planche à voile, du parapente, du ski nautique et de la plongée.

## Localités
La municipalité de Pučišća compte 3 localités :
- Gornji Humac
- Pražnica
- Pučišća